# Plagiopholis styani
Plagiopholis styani är en ormart som beskrevs av Boulenger 1899. Plagiopholis styani ingår i släktet Plagiopholis och familjen snokar. Inga underarter finns listade i Catalogue of Life.
Denna orm förekommer i centrala och sydöstra Kina samt i norra Vietnam och på Taiwan. Arten lever i bergstrakter mellan 1000 och 1300 meter över havet. Plagiopholis styani vistas i skogar med bambu. Honor lägger ägg.
Beståndet hotas regionalt av skogsröjningar. Hela populationen antas vara stor. IUCN kategoriserar arten globalt som livskraftig.